# Giętkie
Giętkie (niem. Gentken) – wieś w Polsce położona w województwie warmińsko-mazurskim, w powiecie piskim, w gminie Biała Piska. W latach 1975–1998 miejscowość administracyjnie należała do województwa suwalskiego.
Wieś powstała w ramach kolonizacji Wielkiej Puszczy. Wcześniej był to obszar Galindii. Giętkie powstało jako wieś ziemiańska, dobra służebne w posiadaniu drobnego rycerstwa (tak zwani wolni, ziemianie w języku staropolskim), z obowiązkiem służby rycerskiej (zbrojnej). W wieku XV i XVI wieś w dokumentach zapisywana była jako Gentken, Gantziken. Nazwa wsi wywodzi się od nazwiska pierwszego właściciela - Jerzego Giętkiego.
Wieś wzmiankowana w dokumentach już w roku 1424 jako obszar 40 łanowej dąbrowy przy barciach sołtysa Jenika. Dobra służebne lokowane w 1445, kiedy to komtur bałgijski i wójt natangijski Eberhard von Wesenthau nadał Jerzemu Giętkiemu 30 łanów na prawie magdeburskim, między jeziorami Roś (wtedy nazywane Warschen) i Kocioł (Kessel) i obok wsi Orłowo (nazywane wtedy Adams feld). W nadaniu wyznaczono trzy służby zbrojne, po trzech latach wolnizny.
W 1447 r. dokumenty wspominają o tartaku położonym między wsią Giętkie a jeziorem Roś.